# هيلموت كريمرز
هيلموت كريمرز (بالألمانية: Helmut Kremers)‏ (مواليد 24 مارس 1949) هو لاعب كرة قدم. يلعب مع منتخب ألمانيا الغربية لكرة القدم. سبق له أن لعب في كأس العالم لكرة القدم مع منتخب بلاده.

## روابط خارجية
- هيلموت كريمرز على موقع ميوزك برينز (الإنجليزية)
- هيلموت كريمرز على موقع ديسكوغز (الإنجليزية)
- هيلموت كريمرز على موقع الاتحاد الدولي (مؤرشف)  (الإنجليزية)
- هيلموت كريمرز على موقع قاعدة بيانات كرة القدم.إي يو (الإنجليزية)
- هيلموت كريمرز على موقع بيانات كرة القدم. دي إي (الألمانية)
- هيلموت كريمرز على موقع ناشيونال فوتبول تيمز (الإنجليزية)
- هيلموت كريمرز على موقع عالم كرة القدم.نت (الإنجليزية)